# Leiorhynx argentifascia
Leiorhynx argentifascia là một loài bướm đêm trong họ Noctuidae.